# Hans Schloeder
Hans Schloeder (* 22. Februar 1877 in Platten; † 9. Juli 1949 in Freiburg im Breisgau) war ein deutscher Journalist und Politiker (BCSV, CDU).

## Leben
Hans Schloeder absolvierte ein Volontariat beim Zeitungsverlag Dasbach in Trier. Er trat in die Zentrumspartei ein, war seit 1900 als Redakteur für Parteizeitungen tätig und zählte zu den Mitbegründern der Freiburger Tagespost. Von 1929 bis 1942 arbeitete er bei der Verlagsgruppe Herder in Freiburg. 1944 änderte er seinen Wohnsitz und zog nach Villingen.
Nach dem Zweiten Weltkrieg trat Schloeder in die BCSV ein, aus der später der badische Landesverband der CDU hervorging. Er war von 1946 bis 1949 Gründungsvorsitzender des CDU-Kreisverbandes Villingen, von 1946 bis 1947 Mitglied der Beratenden Landesversammlung des Landes Baden und von 1947 bis zu seinem Tode Abgeordneter des Badischen Landtages. Für ihn rückte Adam Porzelt über die Landesliste ins Parlament nach.